# Wolica (gmina Busko-Zdrój)
Wolica – wieś w Polsce położona w województwie świętokrzyskim, w powiecie buskim, w gminie Busko-Zdrój.
W latach 1975–1998 miejscowość należała administracyjnie do województwa kieleckiego.